# Buenavista de Cuéllar
Buenavista de Cuéllar é uma cidade e município do estado de Guerrero, no México.